# BSV Bad Bleiberg
BSV Bad Bleiberg is een (voormalige) Oostenrijkse voetbalclub uit Bad Bleiberg.

## Geschiedenis
De club werd in 1952 opgericht en had rood en zwart als clubkleuren. In 1999 werd Bad Bleiberg kampioen in de Landesliga Kärnten en kwam zo in de Regionalliga Mitte (het derde niveau in Oostenrijk). Daarin werd de club een jaar later, in 2000, al kampioen en promoveerde naar de Erste Liga waarin het in het seizoen 2000/2001 als tweede eindigde op twee punten van kampioen FC Kärnten en niet promoveerde. De club had als thuisbasis het Reilärchenstadion in Bad Bleiberg. In de Erste Liga speelde de club in Villach. 
In 2002 werd de halve finale van de ÖFB-Cup bereikt. In het seizoen 2002/03 moesten er promotie-degradatie wedstrijden gespeeld worden voor klassebehoud. BSV Bad Bleiberg versloeg moeizaam FC Blau-Weiß Linz en bleef in de Erste Liga. Door financiële problemen werd de club echter overgenomen door FC Kärnten en de gemeente Villach.

## Erelijst
- 3 x Deelname Ertse Liga: 2001−2003 (tweede niveau)
- 1 x Halve finale ÖFB-Cup: 2002
- 1 x Regionalliga kampioen: 2000
- 1 x Kärntner Landeskampioen: 1999

## BSV Juniors Villach
BSV Juniors Villach was een voetbalclub uit Villach die in 2003 opgericht werd als coöperatie tussen  FC Kärnten en het in de financiële problemen geraakte BSV Bad Bleiberg. De club was feitelijk een satellietclub van FC Kärnten en kwam uit in de Erste Liga. Daarin eindigde de club als laatste en degradeerde naar de Regionalliga Mitte. De financiële ondersteuning van FC Kärnten en de gemeente Villach was echter ontoereikend en na één seizoen ging de club failliet.

## Nieuwe club
Sinds het seizoen 2006/07 speelt een nieuw opgerichte club onder de naam BSV Bad Bleiberg. De club ging van start op het laagste niveau het Kärntner Fußballverband en speelt in het seizoen 2009/10 één niveau hoger.